# مانوئيل أربانو
مانوئيل أربانو (بالبرتغالية: Manoel Urbano‏) هي بلدية تقع في البرازيل في أكري. يقدر عدد سكانها بـ 7,148 نسمة ومساحتها 9,387 كم2 .